# 蔡继渭
蔡继渭（1929年2月—），男，浙江衢州人，中国电影摄影师，八一电影制片厂摄影师、导演，曾任中国电影家协会理事。